# يون كالمان ستيفنسن
يون كالمان ستيفنسن (بالأيسلندية: Jón Kalman Stefánsson) هو كاتب آيسلندي من مواليد 17 ديسمبر 1963 بمدينة ريكيافيك.

## سيرته
ولد يون كالمان في ريكيافيك، نشأ هناك وفي مدينة كيفلافيك.
من عام 1975 إلى عام 1982، عاش في غرب آيسلندا، حيث عمل في وظائف مختلفة بعد الانتهاء من المدرسة الثانوية.
من عام 1986 إلى عام 1991، درس الأدب في جامعة آيسلندا، لكنه لم يجتاز اختبارًا مهمًا. خلال هذا الوقت، قام ستيفنسن بتدريس دورات في المدارس الثانوية وكتابة المقالات لصحيفة (Morgunblaðið) الآيسلندية.
بين عامي 1992 و 1995، زاول العديد من الوظائف في كوبنهاغن، بالدنمارك، بعد ذلك عاد إلى آيسلندا وعمل أمينا لمكتبة البلدية في موسفيلسبير (Mosfellsbær). ومنذ ذلك الحين، ظل يعيش كمؤلف مستقل في آيسلندا.
في عام 2017، تم ترشيح روايته «ليس للأسماك أقدام» (Fiskarnir hafa enga fætur) لجائزة مان بوكر الدولية. وقد رُشِّح لجائزة المجلس الشمالي للأدب أربع مرات.

## أعماله

### روايات
- 1996: Skurðir í rigningu («قطع في المطر»)
- 1997: Sumarið bakvið Brekkuna («الصيف خلف الجحيم»)
- 1999: Birtan á fjöllunum («النور على الجبال»)
- 2001: Ýmislegt um risafurur og tímann («بعض الأشياء حول الصنوبر العملاق والوقت»)
- 2003: Snarkið í stjörnunum
- 2005: Sumarljós og svo kemur nóttin («ضوء الصيف ثم يأتي الليل»)
- 2007: Himnaríki og helvíti / جنة وجحيم، وهي الرواية الآيسلندية الأولى التي تُترجم إلى العربية، وصدرت عن دار المنى في السويد، وتولّت نقلها عن الآيسلندية سكينة إبراهيم[4]
- 2009: Harmur englanna / حزن الملائكة
- 2011: Hjarta mannsins / قلب الرجل
- 2013: Fiskarnir hafa enga fætur / ليس للأسماك أقدام
- 2015: Eitthvað á stærð við alheiminn: ættarsaga
- 2017: Saga Ástu: Hvert fer maður ef það er engin leið út úr heiminum?

### شعر
- 1988: Með byssuleyfi á eilífðina
- 1989: Úr þotuhreyflum guða
- 1993: Hún spurði hvað ég tæki með mér á eyðieyju